# Saison 1998 de la NFL
Navigation
Édition précédente Édition suivante
La saison 1998 de la NFL est la 79e saison de la National Football League. Elle voit le sacre des Denver Broncos à l'occasion du Super Bowl XXXIII.

## Classement général
| Qualifié en play-offs |

| AFC Est              |      |      |      |        |          |            |
| Franchise            | Vic. | Déf. | Nuls | % vic. | Pts pour | Pts contre |
| New York Jets        | 12   | 4    | 0    | .750   | 416      | 266        |
| Miami Dolphins       | 10   | 6    | 0    | .625   | 321      | 265        |
| Buffalo Bills        | 10   | 6    | 0    | .625   | 400      | 333        |
| New England Patriots | 9    | 7    | 0    | .563   | 337      | 329        |
| Indianapolis Colts   | 3    | 13   | 0    | .188   | 310      | 444        |
| AFC Central          |      |      |      |        |          |            |
| Franchise            | Vic. | Déf. | Nuls | % vic. | Pts pour | Pts contre |
| Jacksonville Jaguars | 11   | 5    | 0    | .688   | 392      | 338        |
| Tennessee Oilers     | 8    | 8    | 0    | .500   | 330      | 320        |
| Pittsburgh Steelers  | 7    | 9    | 0    | .438   | 263      | 303        |
| Baltimore Ravens     | 6    | 10   | 0    | .375   | 269      | 335        |
| Cincinnati Bengals   | 3    | 13   | 0    | .188   | 268      | 452        |
| AFC Ouest            |      |      |      |        |          |            |
| Franchise            | Vic. | Déf. | Nuls | % vic. | Pts pour | Pts contre |
| Denver Broncos       | 14   | 2    | 0    | .875   | 501      | 309        |
| Oakland Raiders      | 8    | 8    | 0    | .500   | 288      | 356        |
| Seattle Seahawks     | 8    | 8    | 0    | .500   | 372      | 310        |
| Kansas City Chiefs   | 7    | 9    | 0    | .438   | 327      | 363        |
| San Diego Chargers   | 5    | 11   | 0    | .313   | 241      | 342        |

| NFC Est             |      |      |      |        |          |            |
| Franchise           | Vic. | Déf. | Nuls | % vic. | Pts pour | Pts contre |
| Dallas Cowboys      | 10   | 6    | 0    | .625   | 381      | 275        |
| Arizona Cardinals   | 9    | 7    | 0    | .563   | 325      | 378        |
| New York Giants     | 8    | 8    | 0    | .500   | 287      | 309        |
| Washington Redskins | 6    | 10   | 0    | .375   | 319      | 421        |
| Philadelphia Eagles | 3    | 13   | 0    | .188   | 161      | 344        |
| NFC Central         |      |      |      |        |          |            |
| Franchise           | Vic. | Déf. | Nuls | % vic. | Pts pour | Pts contre |
| Minnesota Vikings   | 15   | 1    | 0    | .938   | 556      | 296        |
| Green Bay Packers   | 11   | 5    | 0    | .688   | 408      | 319        |
| Tampa Bay Buccs     | 8    | 8    | 0    | .500   | 314      | 295        |
| Detroit Lions       | 5    | 11   | 0    | .313   | 306      | 378        |
| Chicago Bears       | 4    | 12   | 0    | .250   | 276      | 368        |
| NFC Ouest           |      |      |      |        |          |            |
| Franchise           | Vic. | Déf. | Nuls | % vic. | Pts pour | Pts contre |
| Atlanta Falcons     | 14   | 2    | 0    | .875   | 442      | 289        |
| San Francisco 49ers | 12   | 4    | 0    | .750   | 479      | 328        |
| New Orleans Saints  | 6    | 10   | 0    | .375   | 305      | 359        |
| Carolina Panthers   | 4    | 12   | 0    | .250   | 336      | 413        |
| St. Louis Rams      | 4    | 12   | 0    | .250   | 285      | 378        |

- Miami termine devant Buffalo en AFC Est en raison de la différence de points en division (+6 contre 0).
- Oakland termine devant Seattle en AFC Ouest en raison du résultat enregistré en confrontation directe (2-0).
- Carolina termine devant St. Louis en NFC Ouest en raison du résultat enregistré en confrontation directe (2-0).

## Play-offs
Les équipes évoluant à domicile sont nommées en premier. Les vainqueurs sont en gras

### AFC
- Wild Card : 
  - 2 janvier 1999 : Miami 24-17 Buffalo
  - 3 janvier 1999 : Jacksonville 25-10 New England
- Premier tour : 
  - 9 janvier 1999 : Denver 38-3 Miami
  - 10 janvier 1999 : New York Jets 34-24 Jacksonville
- Finale AFC : 
  - 17 janvier 1999 : Denver 23-10 New York Jets

### NFC
- Wild Card : 
  - 2 janvier 1999 : Dallas 7-20 Arizona
  - 3 janvier 1999 : San Francisco 30-27 Green Bay
- Premier tour : 
  - 9 janvier 1999 : Atlanta 20-18 San Francisco
  - 10 janvier 1999 : Minnesota 41-21 Arizona
- Finale NFC : 
  - 17 janvier 1999 : Minnesota 27-30 Atlanta, après prolongation

### Super Bowl XXXIII
- 31 janvier 1999 : Denver (AFC) 31-24 Atlanta (NFC), au Pro Player Stadium de Miami